# Hemioniscus pagurophilus
Hemioniscus pagurophilus is een pissebed uit de familie Hemioniscidae. De wetenschappelijke naam van de soort is voor het eerst geldig gepubliceerd in 2006 door Williams & Boyko.